# A párizsi Notre-Dame (film, 1956)
A párizsi Notre-Dame (eredeti cím: Notre Dame de Paris) 1956-ban bemutatott francia-olasz filmdráma, amely Victor Hugo 1831-es azonos című regénye alapján készült. A filmet Jean Delannoy rendezte, a játékfilm producere Raymond és Robert Hakim, a forgatókönyvet Jean Aurenche és Jacques Prévert írta, a zenéjét Georges Auric szerezte. A mozifilm a Panitalia és a Paris Film Productions gyártásában készült, az Allied Artists Pictures forgalmazásában jelent meg.
Franciaországban 1956. december 19-én Amerikában 1957. november 3-án, Magyarországban 1966. június 30-án mutatták be a mozikban, új szinkronnal 1993. január 1-jén az MTV1-en vetítették le a televízióban.

## Cselekmény
A párizsi kisvárosban élő cigánylány Esmeralda (Gina Lollobrigida) vonzó, szép nő és sok embernek tetszik. Egy alkalommal a színház egyik szereplőjét majdnem felakasztják, mert a koldusok földjére megy, de Esmeralda megmenti, viszont négy évig felesége kell, hogy  legyen. Később Esmeraldát meg akarják ölni, mert azt hiszik, ő szúrta meg Phoébust. Pedig nem, hanem a pap (Alain Cuny), de ezt nem tudják. A Notre Dame harangozója, Quasimodo (Anthony Quinn) megmenti Esmeraldát a kivégzéstől, és felviszi a Notre Dame tetejébe, ahova a többi ember nem mehet fel. Ott élnek egy darabig, de a Notre Dame-ból kiviszik a szent szobrot, és most már bemehetnek, Quasimodo azonban megpróbálja őket megakadályozni, de végül nem sikerül. Az emberek betörnek a Notre Dame-ba, és egy nyíllal megölik Esmeraldát. Miután leveszik testét az akasztófáról, beteszik egy pincébe, és Quasimodo átölelve ott marad mellette. Később két csontvázat találtak, az egyik öleli a másikat. Mikor megpróbálták szétválasztani őket, elporladtak.

## Szereplők
| Szereplő                | Színész             | Magyar hang                      | Magyar hang                     |
| Szereplő                | Színész             | 1. magyar szinkron (MOKÉP, 1966) | 2. magyar szinkron (MTV1, 1992) |
| ----------------------- | ------------------- | -------------------------------- | ------------------------------- |
| Quasimodo               | Anthony Quinn       | Avar István                      | Papp János                      |
| Esmeralda               | Gina Lollobrigida   | Domján Edit                      | Tóth Enikő                      |
| Claude Frollo           | Alain Cuny          | Somogyvári Rudolf                | Kern András                     |
| Phoebus de Chateaupers  | Jean Danet          | Mécs Károly                      | Sörös Sándor                    |
| Pierre Gringoire        | Robert Hirsch       | Körmendi János                   | Rátóti Zoltán                   |
| Fleur de Lys            | Danielle Dumont     | N/A                              | Kisfalvi Krisztina              |
| Clopin Trouillefou      | Philippe Clay       | Zenthe Ferenc                    | Forgács Péter                   |
| Jehan Frollo            | Maurice Sarfati     | Versényi László                  | Kerekes József                  |
| XI. Lajos király        | Jean Tissier        | N/A                              | Kautzky József                  |
| Aloyse de Gondelaurier  | Valentine Tessier   | N/A                              | Menszátor Magdolna              |
| Charmolue mester        | Jacques Hilling     | N/A                              | Kiss Gábor                      |
| Guillaume Rousseau      | Jacques Dufilho     | N/A                              | Varga T. József                 |
| Mathias Hungadi         | Roger Blin          | N/A                              | Szabó Sipos Barnabás            |
| La Falourdel            | Marianne Oswald     | N/A                              | Czigány Judit                   |
| A törpe                 | Piéral              | N/A                              | Botár Endre                     |
| Guillaume de Harancourt | Hubert de Lapparent | N/A                              | Dobránszky Zoltán               |
| A bíboros               | Boris Vian          | N/A                              | Izsóf Vilmos                    |
| Narrátor (hang)         | Pierre Fresnay      | N/A                              | Bozai József                    |

- További magyar hangok (1. magyar változatban): Horváth Jenő, Simon György, Simor Erzsi, Szatmári István, Szegedi Erika
- További magyar hangok (2. magyar változatban): Bartucz Attila, Bolba Tamás, Halmágyi Sándor, Imre István, Kránitz Lajos, Némedi Mari, Szokolay Ottó, Zalán János

## Televíziós megjelenések
Új magyar szinkronnal az alábbi televíziókban vetítették le:
- TV-1, Duna TV / Duna, TV2